# ساکر مام (فیلم)
«ساکر مام» (انگلیسی: Soccer Mom (film)) یک فیلم است که در سال ۲۰۰۸ منتشر شد. از بازیگران آن می‌توان به میسی پایل، امیلی آسمنت، و کسی اسکربو اشاره کرد.